# ۵۰۷ (قمری)
۵۰۷ (قمری)، پانصد و هفتمین سال در گاهشماری هجری قمری است. اول محرم این سال برابر با بیست و پنجم ژوئن سال ۱۱۱۳ میلادی است.